# 吉川淳
吉川 淳（よしかわ あつし、1939年4月14日 - ）は、日本の経済学者、元経済企画審議官。大阪学院大学経済学部名誉教授。奈良県出身。

## プロフィール

### 学歴
- 大阪大学経済学部卒業
- 米国イリノイ大学経済学研究科修士課程修了

### 職歴
- 経済企画庁 経済研究所長・総合計画局長・調整局長・経済企画審議官
- 外務省 OECD代表部一等書記官
- 環境庁 国際課長
- 内閣府 審議官
- 日本経営者団体連盟 顧問
- 関西社会経済研究所 研究顧問
- 大阪学院大学経済学部教授

## 研究分野
- 経済政策一般

## 著書
- (共著)『現代経済学入門』八千代出版。